# Лугівка (Бєлгородська область)
Лугівка (рос. Луговка) — село у Грайворонському районі Бєлгородської області Російської Федерації.
Населення становить 210 осіб. Входить до складу муніципального утворення Грайворонський міський округ.

## Історія
Населений пункт розташований у східній частині української суцільної етнічної території — східній Слобожанщині.
Згідно із законом від 20 грудня 2004 року № 159 від 1 січня 2006 року до квітня 2018 року органом місцевого самоврядування було Грайворонське міське поселення.

## Населення
| 2002 | 2010 | 2014 | 2015 | 2016 |
| ---- | ---- | ---- | ---- | ---- |
| 245  | ↘210 | ↗211 | ↘210 | ↗221 |